# 细晶石
细晶石是一种矿物。颜色为浅黄、红褐或黑色。立方晶系。分子为(Na,Ca)2Ta2O6(O,OH,F)。属于烧绿石组，出现于伟晶岩。构成钽矿。 莫氏硬度5.5。比重4.2-6.4。半透明至不透明的八面体晶体。折射率2.0-2.2。 
英文名称microlite源自希腊文mikros意为"small"与lithos意为"stone"。